# Pauleta
Pedro Miguel Carreiro Resendes, poznatiji kao Pauleta (Ponta Delgada, Portugal, 28. travnja 1973.) je umirovljeni portugalski nogometaš i nacionalni reprezentativac. Najznačajniji dio karijere proveo je u Francuskoj igrajući za Girondins Bordeaux i PSG.
S Portugalom je nastupio na dva svjetska (2002. i 2006.) te dva europska (2000. i 2004.) prvenstva. Najznačajniji rezultat je ostvaren na EURU 2004. kada je Portugal kao domaćin stigao do finala gdje je neočekivano izgubio od Grčke.
U studenom 2005. je postao ambasador FIFE za SOS Dječja sela a time i prvi Portugalac u ovoj humanitarnoj akciji.

## Karijera

### Klupska karijera
Pauleta je rođen na São Miguelu, najvećem otoku u Azorskom otočju te je igrao za tamošnju Santa Claru prije nego što se odselio u Portugal. Nakon nastupa za portugalske niželigaše, Pauleta 1996. godine potpisuje za španjolskog drugoligaša UD Salamancu. Za klub je zabio 19 golova čime je bio najvažnija karika momčadi koja se sljedeće sezone kvalificirala u Primeru. Tijekom svoje druge sezone u dresu UD Salamance, igrač je zabio 15 prvenstvenih pogodaka. To mu je ujedno osiguralo i transfer u Deportivo La Coruñu. S galicijskim klubom je osvojio španjolsko prvenstvo 2000. godine.
Za Pauletu su se interesirali mnogi engleski premijerligaši kao što su Aston Villa, Newcastle United i Sunderland no on je 1. rujna 2000. potpisao za francuski Girondins Bordeaux, ponajviše zbog financijskih i obiteljskih razloga. Tijekom tri sezone u Bordeauxu, Pauleta je 2002. bio najbolji strijelac i igrač prvenstva dok je 2003. uvršten u najbolju momčad sezone. Također, s klubom je osvojio i francuski Liga kup.
Uoči nove sezone 2003./04. Pauleta je tranferiran u PSG za 12 milijuna eura dok je igrač s klubom potpisao trogodišnji ugovor. U njemu je nastupao do 2008. godine te je odigrao ukupno 202 utakmice u Ligue 1 pri čemu je zabio 109 pogodaka. Igrač je s klubom osvojio dva kupa i jedan Liga kup.
Svoju oproštajnu utakmicu u dresu PSG-a je odigrao na Parku prinčeva u svibnju 2009. Radilo se o susretu između bivših i aktualnih igrača kluba a Pauleta je odigrao po jedno poluvrijeme za svaku momčad. Pred kraj utakmice izašao je iz igre a zamijenio ga je njegov sin André. Međutim, igrač se nakratko vratio igranju nogometa u dobi od 37 godina kada je kratko nastupao za azorski klub São Roque iz lokalne lige. U potpunosti se igrački umirovio u lipnju 2011.

### Reprezentativna karijera
Pauleta je najprije nastupao za portugalsku U21 reprezentaciju dok je u seniorskom dresu debitirao u kolovozu 1997. u susretu protiv Armenije. Nakon te utakmice čekao je čak 18 mjeseci za svoju drugu utakmicu protiv Nizozemske.
Dok je na EURU 2000 bio rezerva, Pauleta je na Svjetskom prvenstvu 2002. bio standardni napadač te je Poljskoj zabio hat-trick u utakmici skupine. Na EURU 2004 igrač je s reprezentacijom stigao do finala u kojem je Portugal šokantno izgubio od Grčke. Posljednji veći turnir s Portugalom bilo mu je Svjetsko prvenstvo 2006. gdje je zabio u susretu protiv Angole dok mu je utakmica za treće mjesto protiv domaćina Njemačke bila posljednja u nacionalnom dresu.

#### Pogoci za reprezentaciju
| #   | Datum               | Mjesto                                         | Protivnik         | Pogodak | Rezultat | Natjecanje                                        |
| --- | ------------------- | ---------------------------------------------- | ----------------- | ------- | -------- | ------------------------------------------------- |
| 1.  | 26. ožujka 1999.    | Guimarães, Portugal                            | Azerbajdžan       | 6 : 0   | 7 : 0    | Kvalifikacije za EURO 2000                        |
| 2.  | 26. ožujka 1999.    | Guimarães, Portugal                            | Azerbajdžan       | 7 : 0   | 7 : 0    | Kvalifikacije za EURO 2000                        |
| 3.  | 18. kolovoza 1999.  | Estádio Nacional, Lisabon, Portugal            | Andora            | 4 : 0   | 4 : 0    | Prijateljska utakmica                             |
| 4.  | 16. kolovoza 2000.  | Viseu, Portugal                                | Litva             | 5 : 1   | 5 : 1    | Prijateljska utakmica                             |
| 5.  | 11. listopada 2000. | De Kuip, Rotterdam, Nizozemska                 | Nizozemska        | 0 : 2   | 0 : 2    | Kvalifikacije za SP u Južnoj Koreji / Japanu 2002 |
| 6.  | 28. siječnja 2001.  | Estádio dos Barreiros, Funchal, Portugal       | Andora            | 2 : 0   | 3 : 0    | Kvalifikacije za SP u Južnoj Koreji / Japanu 2002 |
| 7.  | 28. ožujka 2001.    | Estádio das Antas, Porto, Portugal             | Nizozemska        | 1 : 2   | 2 : 2    | Kvalifikacije za SP u Južnoj Koreji / Japanu 2002 |
| 8.  | 6. lipnja 2001.     | Lisabon, Portugal                              | Cipar             | 1 : 0   | 6 : 0    | Kvalifikacije za SP u Južnoj Koreji / Japanu 2002 |
| 9.  | 6. lipnja 2001.     | Lisabon, Portugal                              | Cipar             | 4 : 0   | 6 : 0    | Kvalifikacije za SP u Južnoj Koreji / Japanu 2002 |
| 10. | 1. rujna 2001.      | Lleida, Španjolska                             | Andora            | 0 : 2   | 1 : 7    | Kvalifikacije za SP u Južnoj Koreji / Japanu 2002 |
| 11. | 5. rujna 2001.      | Larnaca, Cipar                                 | Cipar             | 4 : 0   | 6 : 0    | Kvalifikacije za SP u Južnoj Koreji / Japanu 2002 |
| 12. | 6. listopada 2001.  | Lisabon, Portugal                              | Estonija          | 3 : 0   | 5 : 0    | Kvalifikacije za SP u Južnoj Koreji / Japanu 2002 |
| 13. | 25. svibnja 2002.   | Makao, Kina                                    | Kina              | 0 : 2   | 0 : 2    | Prijateljska utakmica                             |
| 14. | 10. lipnja 2002.    | Jeonju, Južna Koreja                           | Poljska           | 1 : 0   | 4 : 0    | SP u Južnoj Koreji / Japanu 2002                  |
| 15. | 10. lipnja 2002.    | Jeonju, Južna Koreja                           | Poljska           | 2 : 0   | 4 : 0    | SP u Južnoj Koreji / Japanu 2002                  |
| 16. | 10. lipnja 2002.    | Jeonju, Južna Koreja                           | Poljska           | 3 : 0   | 4 : 0    | SP u Južnoj Koreji / Japanu 2002                  |
| 17. | 12. listopada 2002. | Estádio do Restelo, Lisabon, Portugal          | Tunis             | 1 : 0   | 1 : 1    | Prijateljska utakmica                             |
| 18. | 20. studenog 2002.  | Braga, Portugal                                | Škotska           | 1 : 0   | 2 : 0    | Prijateljska utakmica                             |
| 19. | 20. studenog 2002.  | Braga, Portugal                                | Škotska           | 2 : 0   | 2 : 0    | Prijateljska utakmica                             |
| 20. | 29. ožujka 2003.    | Estádio das Antas, Porto, Portugal             | Brazil            | 1 : 0   | 2 : 1    | Prijateljska utakmica                             |
| 21. | 10. rujna 2003.     | Oslo, Norveška                                 | Norveška          | 0 : 1   | 0 : 1    | Prijateljska utakmica                             |
| 22. | 11. listopada 2003. | Estádio do Restelo, Lisabon, Portugal          | Albanija          | 4 : 2   | 5 : 3    | Prijateljska utakmica                             |
| 23. | 15. studenog 2003.  | Estádio Municipal de Aveiro, Aveiro, Portugal  | Grčka             | 1 : 1   | 1 : 1    | Prijateljska utakmica                             |
| 24. | 19. studenog 2003.  | Leiria, Portugal                               | Kuvajt            | 1 : 0   | 8 : 0    | Prijateljska utakmica                             |
| 25. | 19. studenog 2003.  | Leiria, Portugal                               | Kuvajt            | 2 : 0   | 8 : 0    | Prijateljska utakmica                             |
| 26. | 19. studenog 2003.  | Leiria, Portugal                               | Kuvajt            | 4 : 0   | 8 : 0    | Prijateljska utakmica                             |
| 27. | 19. studenog 2003.  | Leiria, Portugal                               | Kuvajt            | 5 : 0   | 8 : 0    | Prijateljska utakmica                             |
| 28. | 18. veljače 2004.   | Faro, Portugal                                 | Engleska          | 1 : 1   | 1 : 1    | Prijateljska utakmica                             |
| 29. | 28. travnja 2004.   | Coimbra, Portugal                              | Švedska           | 1 : 1   | 2 : 2    | Prijateljska utakmica                             |
| 30. | 5. lipnja 2004.     | Setúbal, Portugal                              | Litva             | 2 : 0   | 4 : 1    | Prijateljska utakmica                             |
| 31. | 4. rujna 2004.      | Riga, Latvija                                  | Latvija           | 0 : 2   | 0 : 2    | Kvalifikacije za SP u Njemačkoj 2006              |
| 32. | 8. rujna 2004.      | Leiria, Portugal                               | Estonija          | 3 : 0   | 4 : 0    | Kvalifikacije za SP u Njemačkoj 2006              |
| 33. | 9. listopada 2004.  | Vaduz, Lihtenštajn                             | Lihtenštajn       | 0 : 1   | 2 : 2    | Kvalifikacije za SP u Njemačkoj 2006              |
| 34. | 13. listopada 2004. | Estádio José Alvalade, Lisabon, Portugal       | Rusija            | 1 : 0   | 7 : 0    | Kvalifikacije za SP u Njemačkoj 2006              |
| 35. | 17. studenog 2004.  | Luxembourg City, Luksemburg                    | Luksemburg        | 0 : 4   | 0 : 5    | Kvalifikacije za SP u Njemačkoj 2006              |
| 36. | 17. studenog 2004.  | Luxembourg City, Luksemburg                    | Luksemburg        | 0 : 5   | 0 : 5    | Kvalifikacije za SP u Njemačkoj 2006              |
| 37. | 26. ožujka 2005.    | Estádio Cidade de Barcelos, Barcelos, Portugal | Kanada            | 2 : 0   | 4 : 1    | Prijateljska utakmica                             |
| 38. | 3. rujna 2005.      | Faro, Portugal                                 | Luksemburg        | 3 : 0   | 6 : 0    | Kvalifikacije za SP u Njemačkoj 2006              |
| 39. | 3. rujna 2005.      | Faro, Portugal                                 | Luksemburg        | 4 : 0   | 6 : 0    | Kvalifikacije za SP u Njemačkoj 2006              |
| 40. | 8. listopada 2005.  | Estádio Municipal de Aveiro, Aveiro, Portugal  | Lihtenštajn       | 1 : 1   | 2 : 1    | Kvalifikacije za SP u Njemačkoj 2006              |
| 41. | 12. listopada 2005. | Estádio do Dragão, Porto, Portugal             | Latvija           | 1 : 0   | 3 : 0    | Kvalifikacije za SP u Njemačkoj 2006              |
| 42. | 12. listopada 2005. | Estádio do Dragão, Porto, Portugal             | Latvija           | 2 : 0   | 3 : 0    | Kvalifikacije za SP u Njemačkoj 2006              |
| 43. | 12. studenog 2005.  | Coimbra, Portugal                              | Hrvatska          | 2 : 0   | 2 : 0    | Prijateljska utakmica                             |
| 44. | 27. svibnja 2006.   | Évora, Portugal                                | Zelenortski Otoci | 1 : 0   | 4 : 1    | Prijateljska utakmica                             |
| 45. | 27. svibnja 2006.   | Évora, Portugal                                | Zelenortski Otoci | 2 : 1   | 4 : 1    | Prijateljska utakmica                             |
| 46. | 27. svibnja 2006.   | Évora, Portugal                                | Zelenortski Otoci | 4 : 1   | 4 : 1    | Prijateljska utakmica                             |
| 47. | 11. lipnja 2006.    | RheinEnergieStadion, Köln, Njemačka            | Angola            | 1 : 0   | 1 : 0    | SP u Njemačkoj 2006                               |

## Osvojeni trofeji

### Klupski trofeji
| Klub                | Trofej               | Sezona     |
| Španjolska          | Španjolska           | Španjolska |
| ------------------- | -------------------- | ---------- |
| Deportivo La Coruña | Španjolsko prvenstvo | 1999./00.  |
| Francuska           |                      |            |
| Girondins Bordeaux  | Francuski Liga kup   | 2001./02.  |
| PSG                 | Francuski kup        | 2003./04.  |
| PSG                 | Francuski kup        | 2005./06.  |
| PSG                 | Francuski Liga kup   | 2007./08.  |

### Reprezentativni trofeji
| Turnir         | Trofej | Godina |
| -------------- | ------ | ------ |
| EP u Portugalu | Srebro | 2004.  |

### Individualni trofeji
| Trofej                                    | Sezona                          |
| ----------------------------------------- | ------------------------------- |
| Najbolji strijelac portugalske druge lige | 1995./96.                       |
| Najbolji strijelac španjolske druge lige  | 1996./97.                       |
| Najbolji strijelac francuske prve lige    | 2001./02., 2005./06., 2006./07. |
| Najbolji igrač francuskog prvenstva       | 2001./02., 2002./03.            |
| Najbolja momčad francuskog prvenstva      | 2002./03., 2005./06.            |

### Ordeni
Ordem de Nossa Senhora da Conceição de Vila Viçosa: 2006.

## Vanjske poveznice
- National Football Teams.com